# قلب شکسته

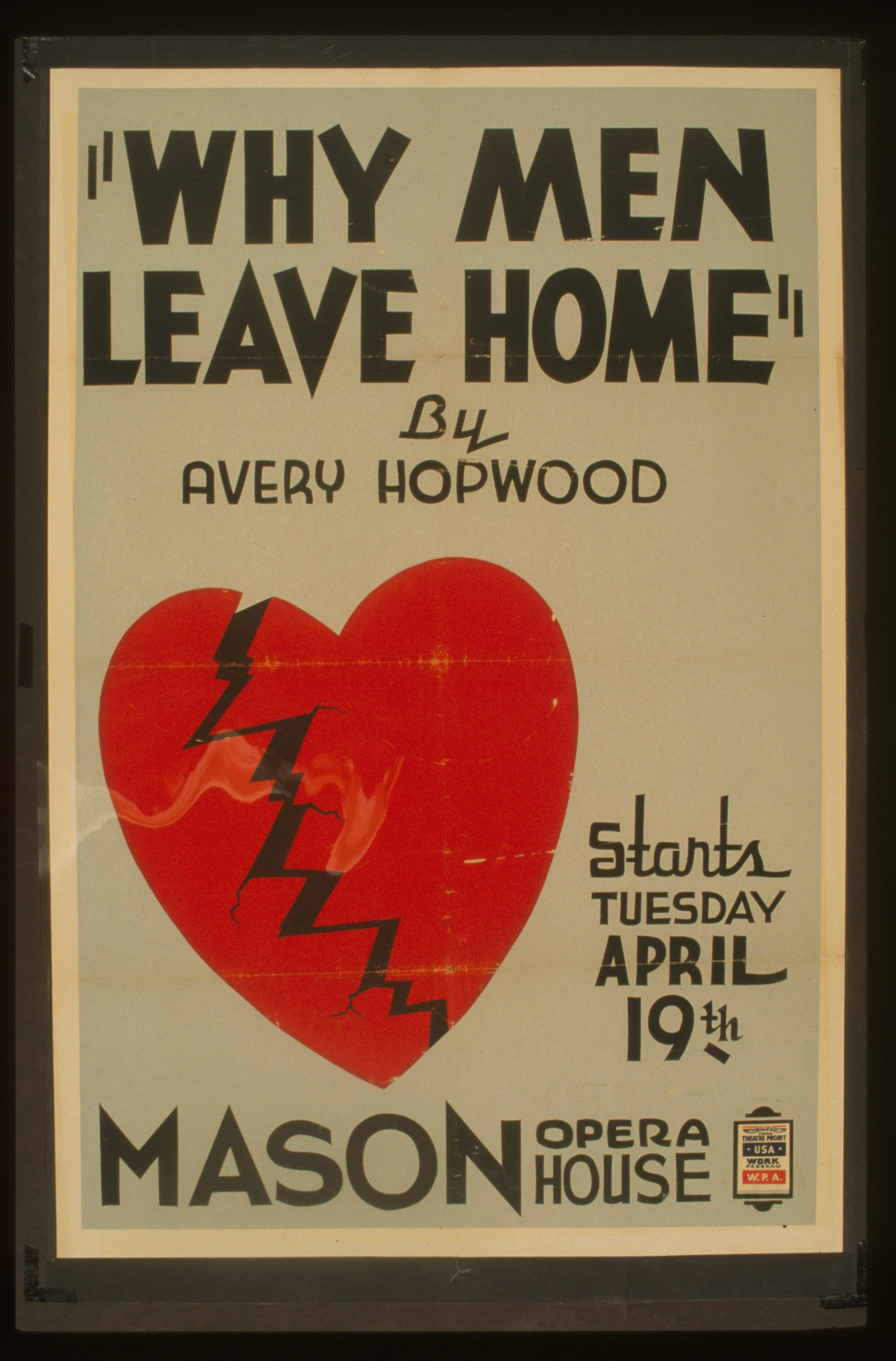
پوستر ۱۹۳۸ برای اقتباسی از آوری هاپوود چرا مردان خانه را ترک می‌کنند، که نمادی از قلب ترک خورده را به عنوان استعاره ای از ناراحتی در عشق نشان می‌دهد.

قلب شکسته (همچنین به عنوان دلشکستگی یا سینه سوزی نیز شناخته می‌شود) استعاره ای از استرس یا درد شدید احساسی است که فرد هنگام تجربه فقدانی بزرگ یا اشتیاقی عمیق احساس می‌کند. این مفهومی بین فرهنگی است که اغلب با اشاره به عشق بی‌جواب یا از دست رفته ذکر می‌شود.
عشق عاشقانه شکست خورده یا عشق نافرجام می‌تواند بسیار دردناک باشد. افرادی که از قلب شکسته رنج می‌برند ممکن است به افسردگی، اضطراب و در موارد شدیدتر، اختلال استرس پس از سانحه مبتلا شوند.

## فیزیولوژی
اعتقاد بر این است که درد شدید قلب شکسته بخشی از غریزه بقا است. «سیستم دلبستگی اجتماعی» از «رنج» استفاده می‌کند تا انسان‌ها را تشویق کند تا روابط اجتماعی نزدیک خود را با ایجاد درد در هنگام از بین رفتن آن روابط، حفظ کنند. روانشناسان جف مک دونالد از دانشگاه کوئینزلند و مارک لیری از دانشگاه ویک فارست در سال ۲۰۰۵ تکامل مکانیسم‌های مشترکی برای پاسخ دادن به درد فیزیکی و احساسی پیشنهاد نمودند و این‌طور استدلال کردند که چنین عباراتی «بیش از یک استعاره» هستند.  اعتقاد بر این است که این مفهوم جهانی است و بسیاری از فرهنگ‌ها از کلمات مشابهی برای توصیف درد فیزیکی و احساسی مرتبط با از دست دادن رابطه استفاده می‌کنند. 
فرایند عصبی درگیر در درک دلشکستگی ناشناخته است، اما تصور می‌شود که این حالت قشر کمربندی قدامی مغز را درگیر می‌کند، که در هنگام استرس ممکن است عصب واگ را بیش از حد تحریک کند که در نتیجه باعث درد، حالت تهوع یا سفتی عضلانی در قفسه سینه می‌شود.  تحقیقات نائومی آیزنبرگر و متیو لیبرمن از دانشگاه کالیفرنیا در سال ۲۰۰۸ نشان داد که طرد شدن با فعال شدن قشر کمربندی قدامی پشتی و قشر پیش‌پیشانی بطنی راست مرتبط است، مناطقی که در پردازش درد از جمله همدردی با درد تجربه شده توسط دیگران، نقش دارند.  همین محققان بر تأثیر عوامل استرس‌زای اجتماعی بر قلب و ادراک درد شخصیتی اشاره می‌کنند. 
مطالعه‌ای در سال ۲۰۱۱ نشان داد که همان مناطقی از مغز که در پاسخ به تجربیات حسی دردناک فعال می‌شوند، در پاسخ به طرد شدید اجتماعی یا به‌طور کلی از دست دادن فعال می‌شوند.   اتان کراس، روان‌شناس اجتماعی از دانشگاه میشیگان، که به شدت درگیر این مطالعه بود، اظهار داشت: «این نتایج معنای جدیدی به این ایده می‌دهد که طرد اجتماعی آسیب زننده است.»  این تحقیق شامل قشر سوماتوسانسوری ثانویه و قشر جزیره‌ای خلفی پشتی است. 